# Nobleíta
La nobleíta es un mineral de la clase de los minerales boratos. Fue descubierta en 1961 en una mina en el Parque nacional del Valle de la Muerte en el condado de Inyo, de California (EE. UU.), siendo nombrada así en honor de Levi F. Noble, geólogo estadounidense. Un sinónimo poco usado es nobelita.

## Características químicas
Es un filo-hexaborato de calcio, hidratado e hidroxilado.

## Formación y yacimientos
Normalmente aparece en forma de incrustación reciente producido por la erosión de vetas de colemanita y priceíta alterado en basalto olivínico y rocas clásticas basálticas.
Suele encontrarse asociado a otros minerales como: colemanita, meyerhofferita, gowerita, ulexita, ginorita, sassolita, yeso u óxido de manganeso.